# Poa fernaldiana
Poa fernaldiana är en gräsart som beskrevs av Johann Axel Nannfeld. Poa fernaldiana ingår i släktet gröen, och familjen gräs. Inga underarter finns listade i Catalogue of Life.